# Poa pratensis var. iantha
Poa pratensis var. iantha là một phân loài cỏ trong họ hòa thảo, thuộc chi poa.